# IEEE 1058
IEEE 1058 (Software Project Management, gestió de projectes de programari) és una normativa del IEEE que recomana la planificació, implementació, monitoreig i control de projectes de programari, independent del tipus o mida.

## Procés del desenvolupament de programari

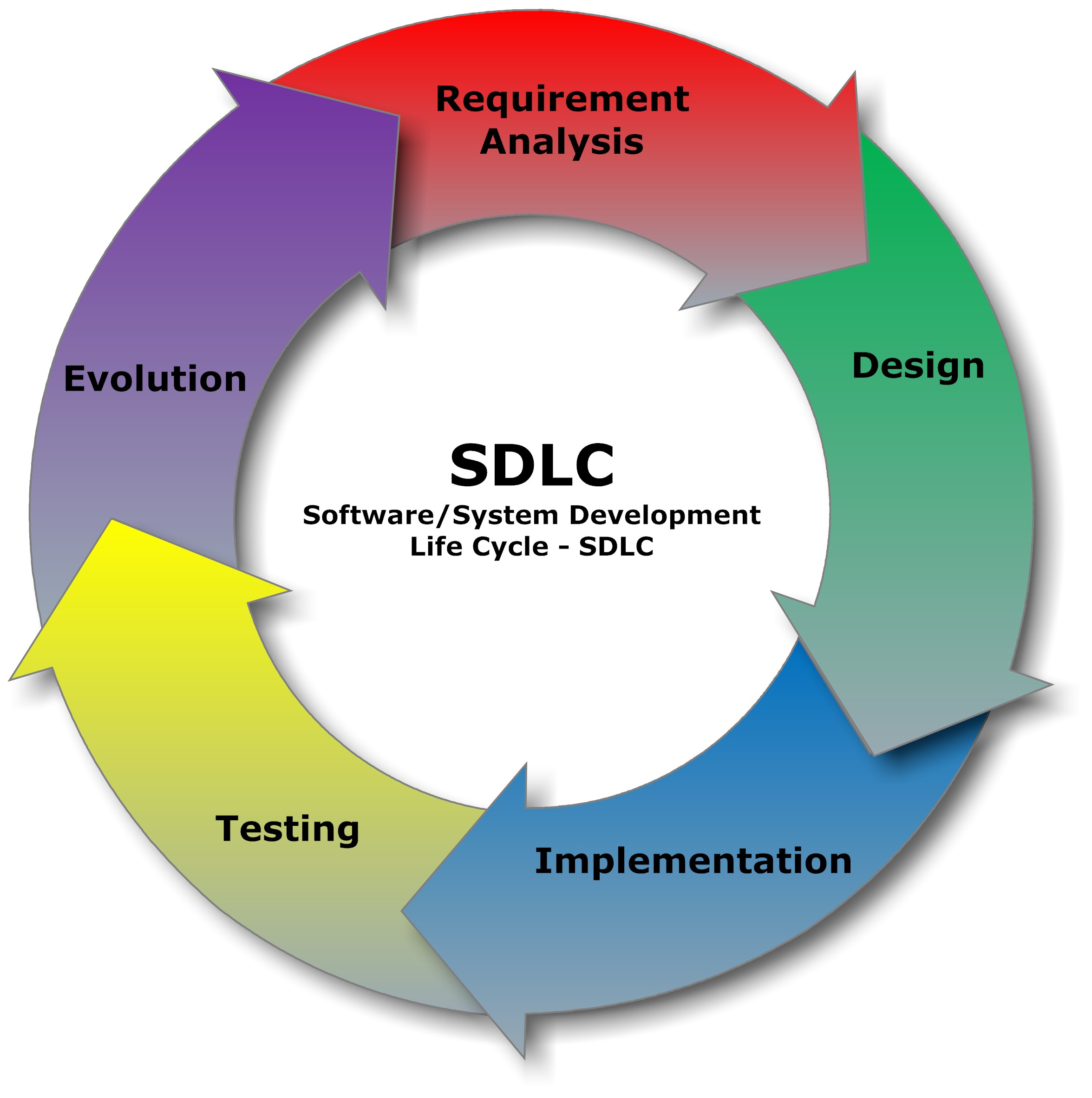
Fig.1 Cicle de vida del programari

Es poden esmentar diferents processos :
- Procés de gestió de requeriments : és el procés d'identificar, deduir, documentar, analitzar, traçar i validar les especificacions.
- Procés de comunicació interpersonal i gestió/resolució de conflictes : a través d'un equip de treball on és molt imporatnt la comunicació honesta i freqüent per a identificar problemes mitjançant crítica positiva i constructiva.
- Procés de gestió de riscos : és la fase d'identificació de perills diversos i quantificar la seva probabilitat. També establir estratègies de mitigació dels diferents riscos.
- Procés de gestió de canvis : és la fase d'identificació, documentació, anàlisi, assignació de prioritats i validació de modificacions al programari.